# Alias – Die Agentin
Alias – Die Agentin ist eine 2001 gestartete US-amerikanische Fernsehserie, die Spionage-, Action-, Mystery- und Drama-Elemente enthält. In den USA wurde sie durch den Sender ABC erstausgestrahlt, in Deutschland startete die Serie bei ProSieben. Der Erschaffer, Head-Autor, Showrunner und teilweise Regisseur der Serie, die nach 105 Episoden im Mai 2006 endete, war J. J. Abrams.

## Handlung

### Ausgangslage
Sydney Bristow führt ein Doppelleben: offiziell ist sie eine Bankangestellte, tatsächlich arbeitet sie als Agentin für SD-6 – angeblich eine geheime Unterabteilung der CIA. Als Arvin Sloane, der Leiter von SD-6 erfährt, dass Sydney ihren Verlobten Danny Hecht in ihr Geheimnis eingeweiht hat, veranlasst er dessen Ermordung. Daraufhin quittiert Sydney den Dienst und wird somit selbst als Sicherheitsrisiko eingestuft. Nur knapp entgeht sie Sloanes Häschern, als Jack Bristow, ihr entfremdeter Vater, ihr unerwartet zu Hilfe eilt. Von ihm, der überraschenderweise ebenfalls im Dienst von SD-6 steht, erfährt sie, dass diese Organisation keineswegs Teil der CIA ist, sondern vielmehr zu dem Verbrechersyndikat der Allianz der Zwölf – einem Staatsfeind – gehört. Um Sloanes Vertrauen zurückzugewinnen, beschafft Sydney im Alleingang ein für Sloane sehr wichtiges Artefakt des Philosophen, Propheten und Erfinders Milo Rambaldi – einer Mischung aus Leonardo da Vinci und Nostradamus.
Sloane, dessen Obsession die Werke des fiktiven „Genies“ aus dem 15. Jahrhundert sind, akzeptiert dies als Beweis für Sydneys Loyalität, sie aber offenbart sich nun der echten CIA, um fortan als Doppelagentin zu arbeiten; ihr Verbindungsmann wird Michael Vaughn. Neben Sydney gibt es allerdings noch einen zweiten Maulwurf bei SD-6: ihren Vater. Gemeinsam arbeiten sie daran, SD-6 zu zerschlagen.

### Weitere Handlung
Ein Großteil der Handlung in den ersten drei Staffeln befasst sich mit der Rambaldi-Prophezeiung. Viele Episoden drehen sich darum, die Artefakte jenes Mannes zu beschaffen, welche auf der ganzen Welt verstreut sind und von vielen Interessenten oder Anhängern Rambaldis gesucht werden. Speziell Arvin Sloane ist von ihm und seinem Lebenswerk, wie er selbst zugibt, besessen. Vollkommen gelüftet wurde das Geheimnis um die Prophezeiung von den Autoren der Serie bislang jedoch nicht, auch wenn dies nach dem Finale der vierten Staffel den Anschein hat. Die Lösung ergibt sich erst im Schlussdrittel der letzten Episode der fünften Staffel: der (mit Rambaldis Artefakten natürlich) eigenen Unsterblichkeit; dem Besiegen des Todes.
Bereits Mitte der zweiten Staffel werden SD-6 und alle anderen SD-Zellen von der Allianz der Zwölf zerschlagen, und die meisten Charaktere von SD-6 wechseln zur „echten“ CIA. Das Hauptaugenmerk der Handlung konzentriert sich kurzzeitig von Rambaldi auf die Aufklärung der Familienverhältnisse Sydneys. Hatte sie bereits in der ersten Staffel erfahren, dass ihre totgeglaubte Mutter nicht nur eine Agentin des KGB war, muss sie nun feststellen, dass Irina Derevko noch lebt und ihre Heirat mit Jack nur ein Befehl war, um auf diese Weise an CIA-interne Informationen zu kommen. Mit dem gleichen Hintergrund wird Sydneys Freundin Francie Calfo im Auftrag Sloanes ermordet und durch ein Double ersetzt. Am Ende der zweiten Staffel kommt Sydney diesem Treiben auf die Schliche und schießt Allison Georgia Doren nach einem heftigen Kampf nieder, wobei sie das Bewusstsein verliert und zwei Jahre später ohne jegliche Erinnerung in Hongkong wieder aufwacht.
Diese Lücke aufzuklären ist ein wesentlicher Bestandteil der dritten Staffel, was Sydney aber emotional erschwert wird, weil ihr Kollege und Partner Vaughn, in dem Glauben, sie sei tot, die neue CIA-Agentin Lauren Reed heiratet. Im weiteren Handlungsverlauf entpuppt sie sich jedoch ebenfalls als Verräterin, da sie außerdem als Doppelagentin für den Konvent, eine verbrecherische Organisation, tätig ist. Später steigt sie sogar gemeinsam mit Julian Sark zur Co-Leiterin auf und sabotiert so die Pläne der CIA. Ein weiteres Element der Staffel ist Sydneys Begegnung mit ihrer Halbschwester Nadia Santos, die einer Affäre Irinas mit Sloane entsprang. Sowohl die CIA als auch der Konvent wetteifern darum, sie möglichst schnell zu finden, da Nadia in ihrer Funktion als der Passagier als einzige Person den Weg zur Rambaldi-Kugel kennt, in welcher sich angeblich die Seele des Propheten befindet. Am Ende der Staffel wird Laurens Funktion als Maulwurf aufgedeckt, wobei sie von Vaughn erschossen wird.
In der vierten Staffel nennt sich die Einsatztruppe, eine geheime Unterabteilung der CIA, Authorized Personnel Only (APO). Sie wird von Sloane geleitet, und nach anfänglichem Widerwillen stößt Nadia mit zum Team hinzu. Wie ein roter Faden zieht sich die Beleuchtung ihrer Vergangenheit durch die Staffel. So stellt sich beispielsweise heraus, dass ihre damalige Erzieherin in Wirklichkeit Elena Derevko ist, die geheime Informationen von der CIA abhört. Ferner veranlasst sie, dass ein Sloane-Doppelgänger rekrutiert wird, der durch die Abwicklung von Geschäften in seinem Namen für Verwirrung sorgt. Außerdem belastet Elena ihre Schwester Irina, indem sie ihr einen Auftragsmord an Sydney anhängt, sodass Jack Irina erschießt, damit seine Tochter nicht getötet wird. Später stellt sich jedoch heraus, dass die vermeintliche Irina auch nur ein Klon war und die „echte“ noch lebt. In der letzten Folge stürzt Elena eine komplette Stadt durch ein jahrelang geplantes Attentat ins Chaos, da sie mit einem Rambaldi-Gerät die Psyche der Bewohner zum Bösen hin verändert und die Bewohner somit einander bekämpfen. Die weitere Ausbreitung, bis hin zur geplanten Apokalypse, kann jedoch schlussendlich verhindert werden. In der letzten Folge wollen Sydney und Vaughn den lange ersehnten Heiratsantrag in Santa Barbara feiern, doch bevor sie ankommen, eröffnet er ihr, dass ihre gemeinsame Geschichte kein Zufall sei, und es kommt zu einem Autounfall.
Damit Vaughn wieder genesen kann, wird sein Tod fingiert, was allerdings erst im Laufe der letzten Staffel aufgeklärt wird. Die mittlerweile schwangere Sydney ist ganz auf sich alleine gestellt und wird von Prophet Five – eine Organisation, die bereits die Regierung unterwandert hat, sodass alle Operationen der APO inoffiziell geplant werden müssen – entführt. Sie kann jedoch entkommen und bringt unter Irinas Aufsicht während eines Einsatzes ihre Tochter Isabelle zur Welt. Nadia liegt nach der gemeinsamen Aktion gegen Elena im Koma, da sie sich auch mit dem Rambaldi-Virus infiziert hat. Um an das Gegenmittel zu kommen, arbeitet Sloane insgeheim mit Prophet Five zusammen und sabotiert so einige APO-Aufträge. Es gelingt ihm, das Serum zu erhalten; jedoch ist er nicht bereit, seine Rambaldi-Obsession zugunsten seiner Tochter aufzugeben. Als Nadia dies bemerkt, kommt es zu einer Auseinandersetzung zwischen den beiden, wobei sie in einem Unfall ums Leben kommt. Danach läuft Sloane offen zu Prophet Five über und wird von der APO gejagt. Schließlich findet er die unterirdische Grabkammer Rambaldis und wird offenbar durch Berühren einer mysteriösen Flüssigkeit unsterblich. Jack kann sich und Sloane jedoch mithilfe einer Explosion im Gewölbe einschließen. Irina stirbt ebenfalls durch ihre Machtbesessenheit, weil sie sich lieber für das wichtigste Artefakt des Erfinders, Horizon, als für ihr Leben entscheidet. Die letzte Szene der Serie zeigt einige Jahre später die „neue“ Familie Bristow mit Sydney, Vaughn und ihren beiden Kindern Isabelle und Jack.

## Besetzung

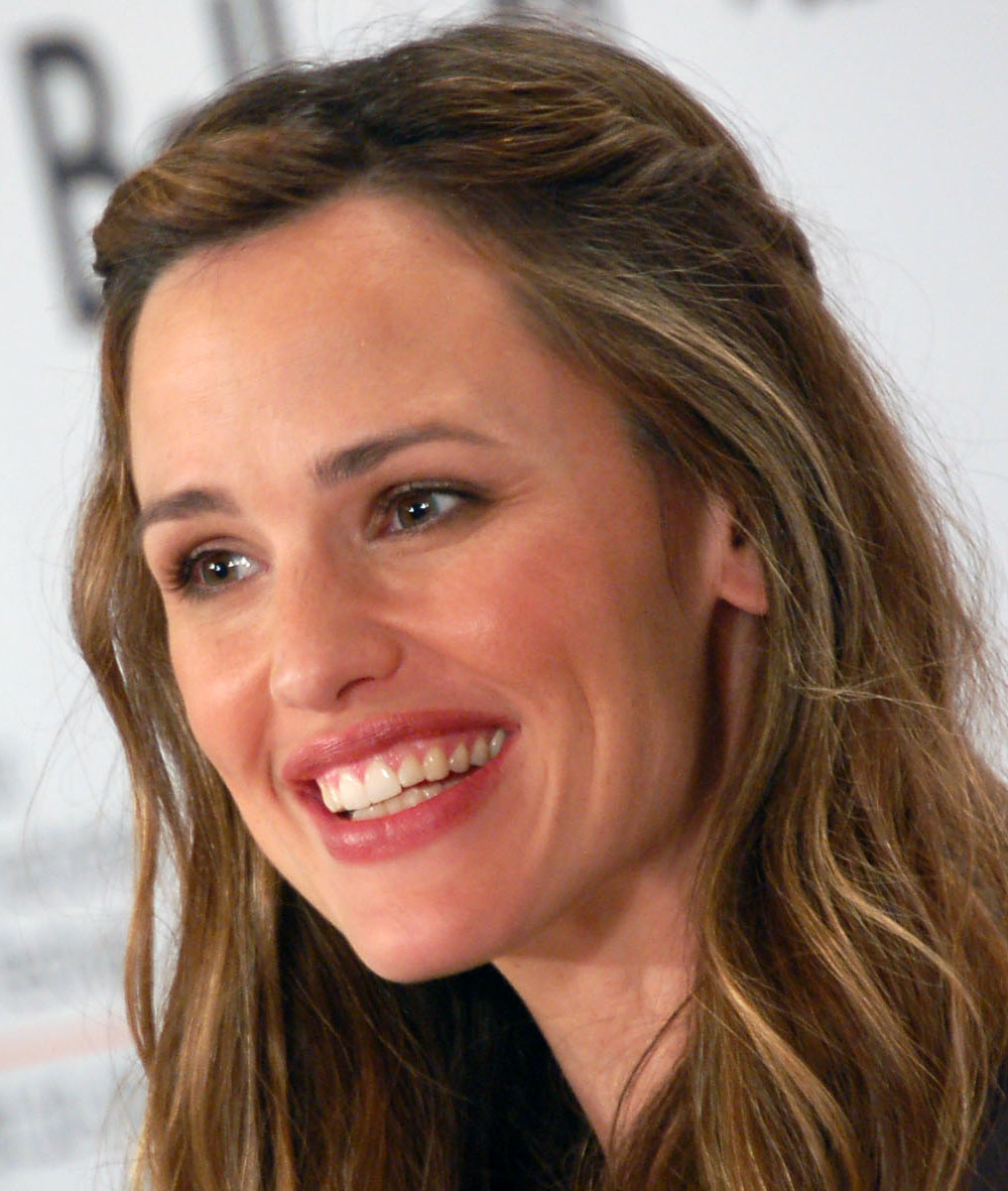
Jennifer Garner spielt Sydney Bristow
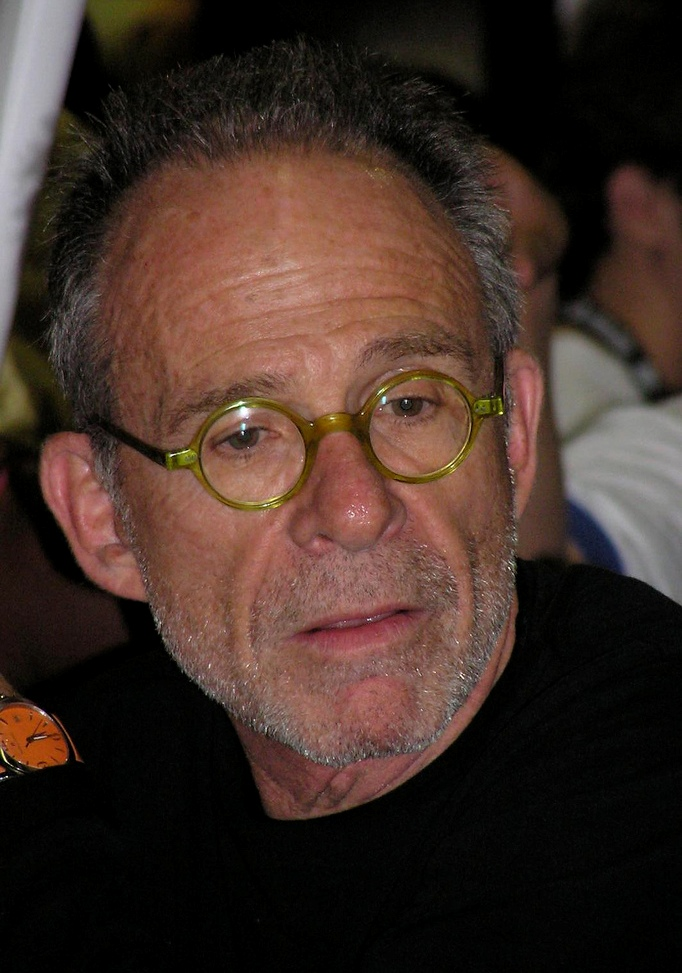
Ron Rifkin spielt Arvin Sloane
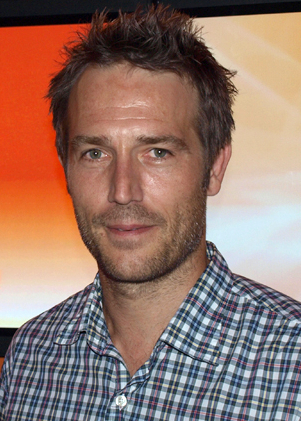
Michael Vartan spielt Michael Vaughn
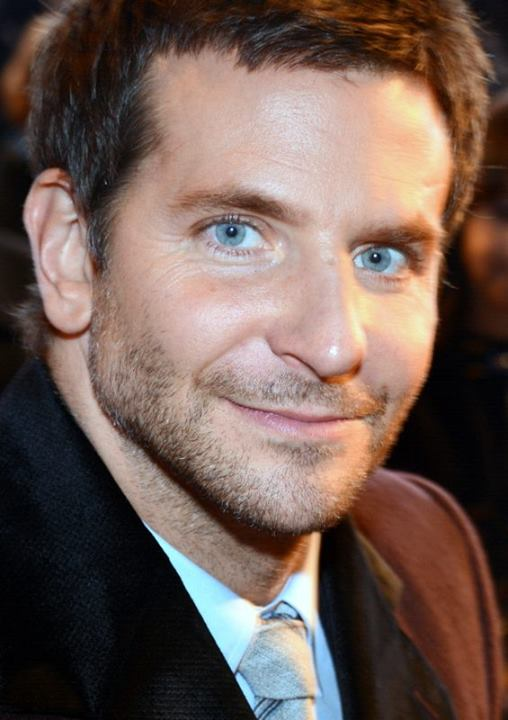
Bradley Cooper spielt Will Tippin
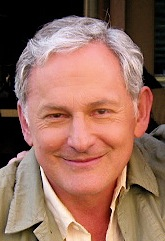
Victor Garber spielt Jack Bristow
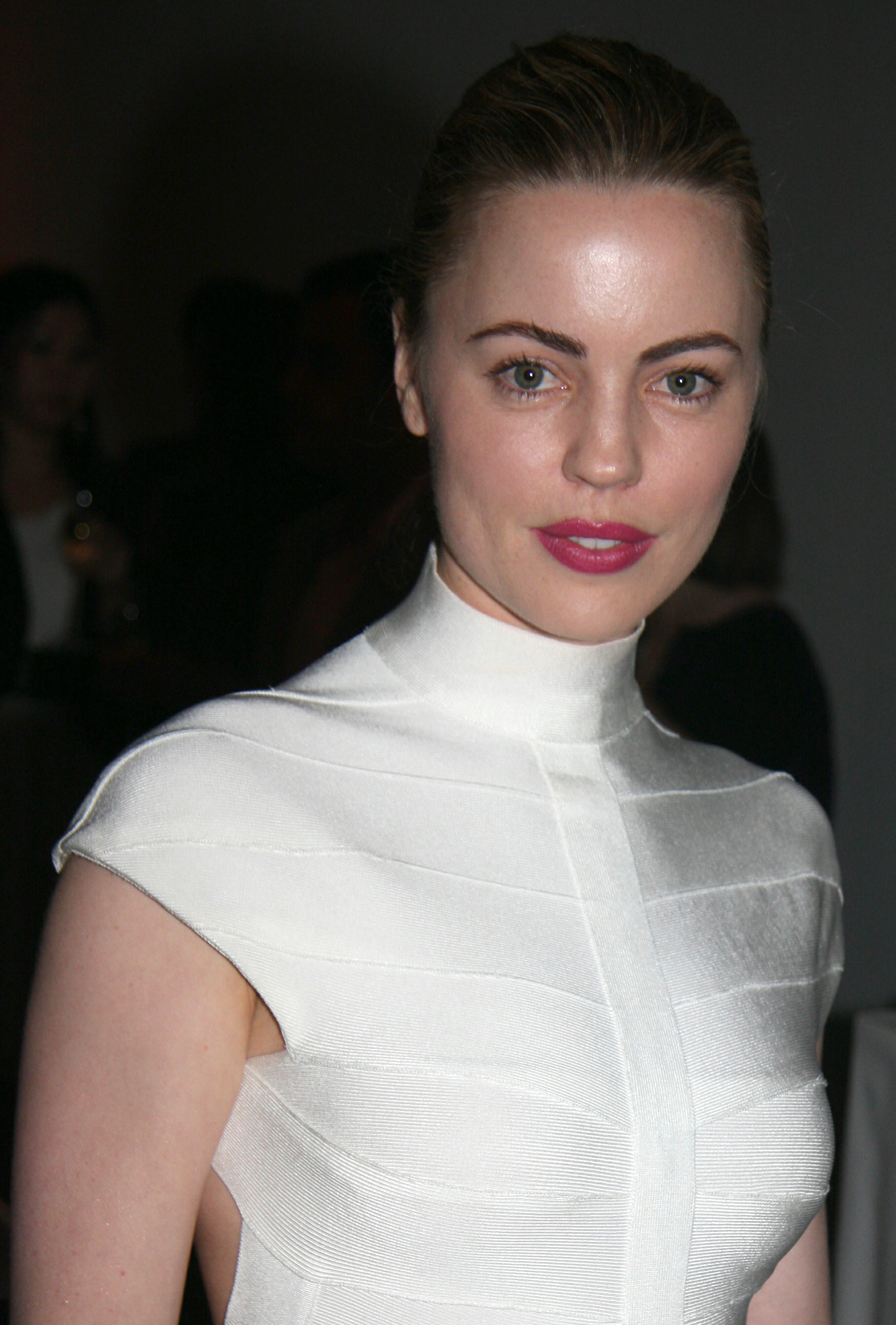
Melissa George spielt Lauren Reed

### Hauptdarsteller
| Rollenname                                        | Schauspieler    | Hauptrolle | Hauptrolle | Nebenrolle | Deutsche Synchronstimme |
| Rollenname                                        | Schauspieler    | Episoden   | Staffeln   | Staffeln   | Deutsche Synchronstimme |
| ------------------------------------------------- | --------------- | ---------- | ---------- | ---------- | ----------------------- |
| Sydney Anne Bristow, Anna Espinosa (in Staffel 5) | Jennifer Garner | 1–105      | 1–5        |            | Carola Ewert            |
| Arvin Sloane                                      | Ron Rifkin      | 1–105      | 1–5        |            | Kaspar Eichel           |
| Michael Vaughn                                    | Michael Vartan  | 1–88       | 1–4        | 5          | Tobias Kluckert         |
| William „Will“ Tippin                             | Bradley Cooper  | 1–44       | 1–2        | 3, 5       | Matthias Hinze          |
| Marcus Dixon                                      | Carl Lumbly     | 1–105      | 1–5        |            | Jörg Hengstler          |
| Marshall Flinkman                                 | Kevin Weisman   | 1–105      | 1–5        |            | Olaf Reichmann          |
| Jack Bristow                                      | Victor Garber   | 1–105      | 1–5        |            | Reinhard Kuhnert        |
| Francine „Francie“ Calfo, Allison Georgia Doren   | Merrin Dungey   | 1–44       | 1–2        | 3, 5       | Katrin Zimmermann       |
| Julian Sark                                       | David Anders    | 23–66      | 2–3        | 1, 4–5     | Norman Matt             |
| Irina Derevko/Laura Bristow                       | Lena Olin       | 23–44      | 2          | 4–5        | Katja Nottke            |
| Eric Weiss                                        | Greg Grunberg   | 45–88      | 3–4        | 1–2, 5     | Oliver Siebeck          |
| Lauren Reed                                       | Melissa George  | 45–66      | 3          | 4          | Victoria Sturm          |
| Nadia Santos                                      | Mía Maestro     | 68–88      | 4          | 3, 5       | Gundi Eberhard          |
| Rachel Gibson                                     | Rachel Nichols  | 89–105     | 5          |            | Susanne Geier           |
| Thomas Grace                                      | Balthazar Getty | 89–104     | 5          |            | Wolfgang Wagner         |
| Renée Rienne                                      | Élodie Bouchez  | 89–97      | 5          | 5          | Vera Teltz              |
| Kelly Peyton                                      | Amy Acker       | 89–105     | 5          | 5          | Cathlen Gawlich         |

### Gastdarsteller
Zu den wichtigsten Nebendarstellern (Synchronsprecher kursiv in Klammern) gehören (Staffeln mit Auftritten in Klammern):
- Angus Scrimm (Rüdiger Evers) als Calvin McCullough (1–2, 4)
- Gina Torres (Gundi Eberhard, Sabine Arnhold) als Anna Espinosa (1, 4–5)
- Edward Atterton (Dietmar Wunder) als Sydneys erster Verlobter, Dr. Daniel 'Danny' Hecht (1)
- Sarah Shahi (Giuliana Jakobeit) als Jenny (1)
- Tobin Bell (K. Dieter Klebsch) als Karl Dreyer (1)
- Quentin Tarantino (Bernd Vollbrecht) als McKenas Cole (1, 3)
- Tony Amendola (Thomas Wolff) als SD-6 Agent Tambor Barceló (2)
- Joey Slotnick (Johannes Berenz) als Steven Haladki (1)
- Patricia Wettig (Christin Marquitan) als Dr. Judy Barnett (1–3)
- Amy Irving (Petra Barthel) als Emily Sloane (1–2, 4)
- Terry O’Quinn (Lothar Hinze) als Kendall (1–3)
- Peter Berg (Viktor Neumann) als Noah Hicks (1)
- Roger Moore (Lothar Blumhagen) als Edward Poole (1)
- Rutger Hauer (Thomas Danneberg) als Anthony Geiger (2)
- Faye Dunaway (Kerstin Sanders-Dornseif) als Ariana Kane (2)
- Ethan Hawke (Andreas Fröhlich) als Agent Jim Lennox (2)
- Danny Trejo (Victor Oller) als Vargas (2)
- Christian Slater (Sven Hasper) als Neil Caplan (2)
- David Carradine (Frank Glaubrecht) als Conrad (2–3)
- Kevin Sutherland (Michael Bauer) als Blake (2–3)
- Amanda Foreman (Anna Carlsson) als Marshall Flinkmans Ehefrau Carrie Bowman (2–5)
- Kurt Fuller (Detlef Bierstedt) als Robert Lindsey (3)
- Justin Theroux (Dennis Schmidt-Foß) als Simon Walker (3)
- Djimon Hounsou (Tilo Schmitz) als Kazari Bomani (3)
- David Cronenberg (Stefan Staudinger) als Dr. Brezzel (3)
- Isabella Rossellini (Susanna Bonasewicz) als Katya Derevko (3–4)
- Vivica A. Fox (Anke Reitzenstein) als Toni Cummings (3)
- Angela Bassett (Traudel Haas) als Director Hayden Chase (4)
- Sônia Braga (Monica Bielenstein) als Sophia Vargas / Elena Derevko (4)
- Joel Grey (Karl Sturm) als Arvin Cloane / Ned Bolger (4)
- Jason Segel (Christian Gaul) als Sam Hauser (4)
- Ulrich Thomsen (Peter Reinhardt) als Ulrich Kottor (4)
- Tyress Allen (Thomas Wolff) als Gordon Dean (5)
- Patrick Bauchau (Joe Haggège) als Aldo Desantis (5)

## Fernsehausstrahlung
| Staffel | Fernsehsaison | Zuschauer |
| ------- | ------------- | --------- |
| 1       | 2001–2002     | 9,7 Mio.  |
| 2       | 2002–2003     | 8,8 Mio.  |
| 3       | 2003–2004     | 8,2 Mio.  |
| 4       | 2004–2005     | 10,3 Mio. |
| 5       | 2005–2006     | 6,7 Mio.  |

Die ersten drei aus jeweils 22 Episoden bestehenden Staffeln wurden 2001 bis 2004 in den USA durch den Sender ABC am Sonntagabend erstausgestrahlt. Sie starteten jeweils im September und endeten im Mai des Folgejahres. Die vierte Staffel, ebenfalls 22 Episoden umfassend, begann erst in der Mitte der Fernsehsaison, dem Januar des Jahres 2005, und wurde am Mittwochabend gesendet. Die fünfte Staffel wurde anfangs am Donnerstagabend ausgestrahlt und später auf den Mittwoch zurückverlegt, bevor sie nach einer viermonatigen Sendepause von ursprünglich geplanten 22 auf 17 Episoden gekürzt wurde und mit einer Doppelfolge am 22. Mai 2006 endete.
Die deutsche Free-TV-Premiere der ersten Staffel fand am 18. Februar 2003 auf ProSieben statt. Trotz mäßigem Erfolg strahlte ProSieben zwischen April und August 2004 auch die zweite Staffel im Abendprogramm aus. Seit dem 11. Juni 2007 wurde die dritte Staffel am Montagabend in Doppelfolgen nach Blade – Die Jagd geht weiter gesendet. Ab August 2007 erfolgte die Ausstrahlung in Einzelfolgen. Im Anschluss an die dritte Staffel wurde seit September 2007 die 4. und anschließend die 5. und letzte Staffel ausgestrahlt.
Im deutschen Bezahlfernsehen wurde die Serie Alias durch den Sender 13th Street bereits komplett (Staffel 1–5) ausgestrahlt und regelmäßig wiederholt.

## DVD-Veröffentlichung
Alias – Die Agentin ist im deutschsprachigen Raum auch auf DVD im Regionalcode (RC) 2 erhältlich. 2004 und 2005 wurden durch den Rechteinhaber Touchstone Pictures die ersten drei Staffeln veröffentlicht. Sie sind von der FSK ab 16 Jahren freigegeben. Die 4. Staffel erschien am 7. Juni 2007 nach fast eineinhalb Jahren Wartezeit seit der Veröffentlichung der 3. Staffel, die 5. Staffel wurde am 11. Oktober 2007 von Buena Vista veröffentlicht.
Bis zu vier Episoden befinden sich auf jeder DVD. Abgesehen von der 5. Staffel mit nur fünf Discs, enthält jedes der Staffel-Sets sechs DVDs, von denen sich jeweils zwei Stück in einem Keep-Case befinden. Die Episoden liegen im anamorphen 16:9-Breitbildformat vor. Sämtliche Staffeln verfügen über die englische Tonspur in Dolby Digital 5.1 sowie über die deutsche Tonspur in Dolby Digital 2.0 – mit Ausnahme der 2. und 5. Staffel, in der diese in Dolby Digital 5.1 vorliegt. In der 2. und 3. Staffel ist zudem die italienische Tonspur in Dolby Digital 2.0 enthalten, in der 4. Staffel ist die spanische Tonspur, ebenfalls in Dolby Digital 2.0, enthalten.
Die Rambaldi-Komplettbox der Serie wurde am 6. Dezember 2007 veröffentlicht. Diese, als Limited Edition erschienene Box, ist in der Machart an eines der Rambaldi-Artefakte (Artefakt 45) angelehnt und enthält eine zusätzliche Disc mit neuem Bonus-Material.

## Preise und Nominierungen
Hauptdarstellerin Jennifer Garner gewann 2002 den Golden Globe Award in der Kategorie „Beste Schauspielerin in einer Dramaserie“, in der sie in den folgenden drei Jahren auch nominiert wurde. Ebenfalls 2002 war Alias – Die Agentin für den Golden Globe als Beste Dramaserie nominiert.
Im Serienverlauf war Alias insgesamt 36-mal für den Emmy nominiert, davon je 11-mal in den ersten beiden Staffeln sowie 8-, 4- und 2-mal in den letzten drei Staffeln. Die Serie wurde in den Kategorien Beste Kamera, Beste Kunstregie, Stuntkoordination und Make-up je einmal prämiert.